# Asaf Jah I

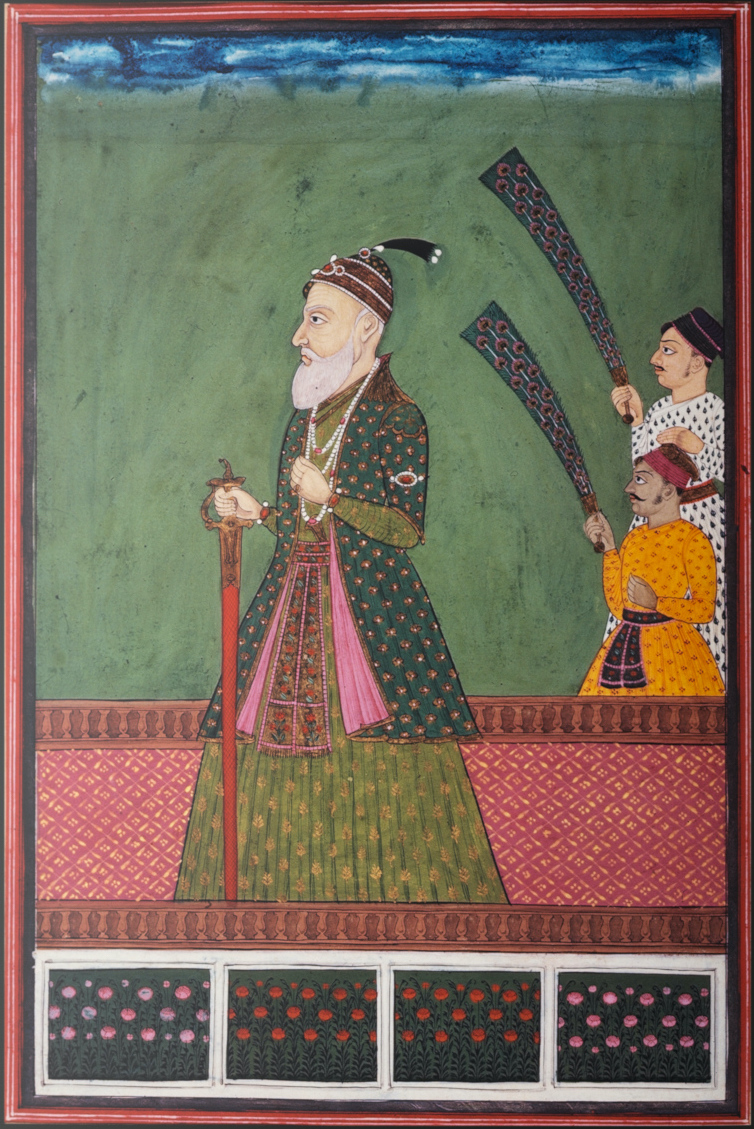
Asaf Jah I, de nizam-ul-mulk van Haiderabad. Miniatuur, rond 1740.

Mir Qamaruddin Khan Siddiqi, Chin Qilich Khan, Nizam-ul-Mulk, Asaf Jah I (Agra, 20 augustus 1671 - Barhanpur, 1 juni 1748) was de eerste onafhankelijk regerende nizam (vorst) van Haiderabad en stichter van de Asaf Jahidynastie. Oorspronkelijk was hij een invloedrijke edelman aan het hof van Mogolkeizer Aurangzeb, die als de leider van de factie van Turani amirs (edelen) gezien werd. Onder Aurangzeb diende hij enige tijd als onderkoning van de Dekan. Hij wist tijdens de opvolgingsoorlogen tussen de zoons, kleinzoons en achterkleinzoons van Aurangzeb (tussen 1707 - 1720) grotendeels neutraal te blijven, maar was een groot voorvechter van het herstel van de in verval geraakte macht van de Mogols. Door een speling van het lot was hij echter ook een van de gouverneurs die hun provincie als zelfstandig koninkrijk begonnen te besturen toen het verval van het Mogolrijk blijvend bleek te zijn. Als nizam van Haiderabad voerde hij oorlog tegen de Maratha's onder Baji Rao I. Na zijn dood in 1748 werd hij opgevolgd door zijn zoon Nasir Jang.

## Levensloop

### Hoveling onder de Mogols
Qamaruddin Khan Siddiqi was de zoon van Ghaziuddin Khan Siddiqi en diens vrouw Wasir un-Nisa. Zijn grootvader aan vaders zijde was Qilich Khan Siddiqi, die als generaal onder Shah Jahan gediend had. Zijn grootvader aan moeders zijde was Allami Sa'adullah Khan, die onder Shah Jahan als wazir (vizier) diende. De vader nam zijn zoon mee op diverse veldtochten tijdens de campagnes van Aurangzeb in de Dekan (1687 - 1707), om krijgservaring op te doen en zich militair te onderscheiden. Hij was aanwezig bij de verovering van Adoni (1688). In 1697 werd de jonge Qamaruddin Khan Siddiqi tot gouverneur van Bijapur benoemd. Later diende hij als gouverneur van Malwa en onderkoning van de Dekan. Wegens zijn moed tijdens het beleg van Wagingera (1704) verleende Aurangzeb hem de titel "Chin Qilich Khan".
Na de dood van Aurangzeb in 1707 werd hij door diens opvolger Bahadur Shah aangesteld als gouverneur van Avadh maar toen ook Bahadur Shah in 1712 stierf besloot hij zich terug te trekken uit de politiek om de rest van zijn leven in zijn paleis in Delhi door te brengen. In Delhi vormde hij als een van de meest vooraanstaande edelen echter een machtsfactor aan het Mogolhof. De in 1713 aan de macht gekomen keizer Farrukhsiyar werd gesteund door de broers Abdullah en Ali Khan Barha, die hij respectievelijk tot vizier en mir bakhshi (schatbewaarder) benoemd had. Onder invloed van de Barha's, die Qamaruddin Khan Siddiqi ongetwijfeld als bedreiging zagen, wist de keizer hem te overtuigen de post van onderkoning in de Dekan te aanvaarden. Farrukhsiyar verleende hem de titel nizam-ul-mulk. In 1715 werd hij overgeplaatst naar Malwa.
De nizam stuurde uit zijn provincies trouw de belastinginkomsten naar de keizer in Delhi, maar begon ondertussen zijn eigen machtsbasis op te bouwen. Hij zag met lede ogen aan hoe de Barha's de Dekan en andere delen van het rijk in 1717 aan de Maratha's overdroegen en daarna een staatsgreep pleegden om de macht in handen te krijgen. Toen de marionettenkeizer Muhammad Shah er in 1720 in slaagde een verzoek om hulp naar de nizam te sturen kwam deze in opstand tegen de Barha's. Een leger onder Hussain Ali Khan Barha en Muhammad Shah trok de nizam tegemoet. Deze liet Hussain Ali Khan Barha echter in zijn kamp vergiftigen, waarna de keizer naar de nizam overliep. Nizam en keizer trokken op naar Delhi, waar ze Adbullah Khan Barha en zijn Maratha-bondgenoten wisten te verslaan. Als dank werd de nizam in zijn oude positie van onderkoning in de Dekan hersteld.
Muhammad Shah benoemde de nizam in 1722 tot zijn vizier, een functie waarin de nizam probeerde een einde aan de corruptie en intriges aan het hof te maken. Zijn doel was een terugkeer naar de tijd waarin het gezag van de Mogolkeizer groot was en hindoes en Hindoestanen (tot de islam bekeerde moslims) minder invloed hadden. Hiermee maakte hij veel vijanden. In 1722 organiseerde hij een militaire expeditie naar Gujarat, om daar het keizerlijk gezag te herstellen. Zijn vijanden aan het hof beschuldigde hem er echter van de opbrengst van de provincie naar zich toe te trekken. Uiteindelijk wisten de hovelingen de keizer te overtuigen zich tegen de hervormingen te keren die de nizam beoogde.
In december 1723 gaf de nizam kwaad en teleurgesteld zijn functie van vizier op, om zonder toestemming van de keizer terug naar de Dekan te keren. Alleen het westelijk deel van de Dekan was nog in handen van Mogols. Daar had de gouverneur van Haiderabad, Mubariz Khan, de Maratha's weten terug te dringen. Mubariz Khan was zich als zelfstandig vorst gaan gedragen en had sinds 1713 geen belasting meer aan Delhi afgedragen. De nizam wist Mubariz Khan tijdens een korte militaire campagne in oktober 1724 te verslaan en doden, om zich daarna in Haiderabad als onderkoning te installeren. Hij liet het hoofd van Mubariz Khan naar Delhi sturen. De keizer was niet in een positie de nizam te bestraffen. In plaats daarvan stuurde hij hem geschenken en gaf hij hem de opdracht het gezag in Haiderabad te herstellen. Ook verleende hij hem de titel "Asaf Jah", naar de mythische minister van koning Salomo.

### Nizam van Haiderabad
Hoewel de nizam zich nooit officieel onafhankelijk liet verklaren, was hij de facto de eerste onafhankelijke vorst van Haiderabad. De munten die in Haiderabad geslagen werden  droegen echter de naam van de Mogolkeizer, en de khutbah (het vrijdagsgebed) werd er in naam van de keizer voorgedragen. Verder stuurde de nizam zijn zoon Feroze Jung naar het hof in Delhi.
De nizam voerde enkele oorlogen tegen de Maratha's, maar in hun handige jonge leider, peshwa Baji Rao, moest hij verschillende malen zijn meerdere erkennen. In 1728 kwam het tot een vredesverdrag waarbij de gehele westelijke Dekan aan de Maratha's werden afgestaan. Gujarat volgde in 1732. Het kwam opnieuw tot oorlog in 1737 - 1738, maar opnieuw dolf de nizam het onderspit tegen de peshwa bij Bhopal. In het volgende vredesverdrag werd Malwa overgedragen aan de Maratha's.
De oorlogen hadden de Indische machthebbers zodanig verzwakt, dat in 1738 de heerser van het Perzische Rijk, Nadir Sjah, het noorden van India binnenviel. De Mogolkeizer riep de nizam op terug te komen naar Delhi om de stad te verdedigen. Deze voldeed aan dit verzoek, maar de verzamelde edelen van het Mogolrijk konden elkaar niet luchten of zien en de communicatie tussen de gezagvoerders was slecht. In de slag bij Karnal van februari 1739 werden de Mogollegers door Nadir Shah verslagen, maar de troepen uit Haiderabad namen geen deel aan de slag. Na afloop werden de Mogolkeizer en de nizam gevangengenomen, maar Nadir Shah liet beiden later vrij. Delhi werd op 11 maart 1739 geplunderd. Nadir Shah liet Muhammad Shah als zijn vazal achter. De nizam keerde terug naar Haiderabad, waar hij tot zijn dood in 1748 aan de macht bleef. Zijn graf bevindt zich in Khuldabad.